# Käte Voelkner
Käthe Lydia Voelkner (* 12. April 1906 in Danzig; † 25. oder 28. Juli 1943 in Berlin-Plötzensee) war eine deutsche Widerstandskämpferin in der Résistance.

## Leben
Käte Voelkner (gelegentlich auch in der Schreibweise Käthe) und ihr Bruder Benno Voelkner stammen aus einer westpreußischen Arbeiterfamilie. Sie erlernte den Beruf Stenotypistin und arbeitete später auch als Artistin. Sie trat mit ihrem Lebensgefährten Johann Podsiadlo in mehreren europäischen Ländern auf. Bei ihrer Rückkehr von einer Tournée durch die Sowjetunion wurde sie 1936 kurzzeitig verhaftet. Sie zog daraus die Konsequenz und emigrierte mit ihrem Partner und den beiden gemeinsamen Kindern Hans Voelkner und Henry Voelkner nach Frankreich.
Nach dem Einmarsch der Wehrmacht in Paris schlossen sich Käte Voelkner und Johann Podsiadlo der französischen Widerstandsbewegung an und ließen sich von deutschen Dienststellen einstellen: Käte Voelkner wurde Sekretärin im Amt Sauckel, der „Gruppe Arbeitseinsatz“ der deutschen Kommandantur in Paris; Johann Posiadlo wurde Dolmetscher bei der Organisation Todt. „Vertrauliche“ Informationen dieser Dienststellen wurden auf konspirativen Wegen an Leopold Trepper und Anatoli Markowitsch Gurewitsch weitergeleitet. Die beiden bildeten zusammen mit Wassilij Maximowitsch, Anna Maximowitsch, Isidor Springer und Henry Robinson eine Widerstandsgruppe.
Am 31. Januar 1943 wurden Käte Voelkner in Paris von einem Sonderkommando der Gestapo verhaftet. Nach längeren Verhören und Folterungen wurde sie am 15. März 1943 von einem Sondertribunal des Reichskriegsgerichts unter Leitung von Manfred Roeder zum Tod verurteilt. Bei ihrer Verurteilung soll sie gesagt haben: „Ich bin glücklich, ein paar Kleinigkeiten für den Kommunismus getan zu haben!“
Zwecks weiterer Verhöre in der Gestapo-Zentrale wurde sie nach Berlin transportiert, wo sie zeitweise im Frauengefängnis Barnimstraße inhaftiert war.
Ihre Kinder kamen in ein SS-Kinderheim. Johann Podsiadlo wurde ebenfalls im Strafgefängnis Plötzensee Ende Juli 1943 ermordet.